# Vasikkavuoma
Vasikkavuoma är ett naturreservat i Pajala kommun i Norrbottens län.
Naturreservatet ligger längs ån Vasikkajoki vid Erkheikki och består av en slåttermyr, troligen den största sammanhängande slåttermyren i Norden idag.
I området finns växtarter som är beroende av myrslåtterområden och dessutom orkidéer som sumpnycklar, ängsnycklar och blodnycklar. Där finns också den fridlysta käppkrokmossan.
Ett 70-tal lador finns också bevarade i reservatet.
Reservatet ligger 10 km väster om Pajala och avsattes 1999. Det är 205 hektar stort.
Området ingår i EU:s nätverk av värdefull natur, Natura 2000.

## Användning av myren
Före 1880 användes myren gemensamt av Juhonpieti och Pajala byar. Efter laga skiftet 1880 ägdes istället skiftena individuellt. Vid denna tid byggdes också ladorna. Myrslåttern pågick fram till 1950-talet.
Idag slås en del av myren av föreningen Mejabyar (Mukkakangas, Erkheikki, Juhonpieti, Autio).